# Communauté de communes du Lembron Val d'Allier
La communauté de communes du Lembron Val d'Allier est une ancienne communauté de communes française, située dans le département du Puy-de-Dôme en région Auvergne-Rhône-Alpes.

## Historique
La communauté de communes a été créée le 1er janvier 1999 avec quinze communes (Antoingt, Beaulieu, Boudes, Le Breuil-sur-Couze, Charbonnier-les-Mines, Collanges, Gignat, Mareugheol, Moriat, Nonette, Orsonnette, Saint-Germain-Lembron, Saint-Gervazy, Vichel et Villeneuve). Chalus intègre l'intercommunalité le 30 décembre 1999 puis Bergonne le 26 décembre 2001.
Le projet de schéma départemental de coopération intercommunale (SDCI) du Puy-de-Dôme, dévoilé le 5 octobre 2015, prévoyait la fusion avec les sept autres communautés de communes du Pays d'Issoire - Val d'Allier Sud (Ardes Communauté moins La Godivelle, Bassin Minier Montagne, Coteaux de l'Allier, Couze Val d'Allier, Issoire Communauté, Pays de Sauxillanges et Puys et Couzes).
À la date du projet, cette fusion devait constituer une intercommunalité peuplée de 54 000 habitants, et composée de 92 communes, dont 44 classées en zone de montagne.
Le 1er janvier 2016, les communes de Nonette et d'Orsonnette fusionnent pour constituer Nonette-Orsonnette. Avec une autre fusion (Aulhat-Saint-Privat et Flat formant la commune nouvelle d'Aulhat-Flat), ce nombre de communes est ramené à 90.
Adopté en mars 2016, le SDCI ne modifie pas ce périmètre. L'arrêté préfectoral du 6 décembre 2016 prononçant la fusion des huit communautés de communes mentionne le nom de « Agglo Pays d'Issoire ».

## Territoire communautaire

### Géographie
Lembron Val d'Allier est l'une des huit intercommunalités du Pays d'Issoire - Val d'Allier Sud, au sud du département du Puy-de-Dôme. Elle est limitrophe avec les communautés de communes Ardes Communauté à l'ouest et au sud-ouest, Puys et Couzes au nord-ouest, Issoire Communauté au nord, Pays de Sauxillanges au nord-est, Bassin Minier Montagne à l'est, et dans le département limitrophe de la Haute-Loire, les communautés de communes Auzon Communauté au sud-est et Pays de Blesle au sud.
Le territoire communautaire est traversé par l'autoroute A75, desservi par les échangeurs 17 (desservant Saint-Germain-Lembron et Le Breuil-sur-Couze) et 18 (desservant Charbonnier-les-Mines). Le Breuil-sur-Couze possède une gare SNCF desservie par les trains TER Auvergne reliant Clermont-Ferrand à Brioude. La desserte routière est assurée par les routes départementales 909 (ancienne route nationale 9) et 214.

### Composition
La communauté de communes est composée des seize communes suivantes :
| Nom                           | Code Insee | Gentilé          | Superficie (km2) | Population (dernière pop. légale) | Densité (hab./km2) |
| ----------------------------- | ---------- | ---------------- | ---------------- | --------------------------------- | ------------------ |
| Saint-Germain-Lembron (siège) | 63352      | Lembronnais      | 15,70            | 1 921 (2014)                      | 122                |
| Antoingt                      | 63005      | Antoinais        | 7,83             | 386 (2014)                        | 49                 |
| Beaulieu                      | 63031      |                  | 8,65             | 404 (2014)                        | 47                 |
| Bergonne                      | 63036      | Bergougnoux      | 5,75             | 348 (2014)                        | 61                 |
| Boudes                        | 63046      | Boudigans        | 7,92             | 279 (2014)                        | 35                 |
| Le Breuil-sur-Couze           | 63052      | Breuillois       | 5,94             | 1 061 (2014)                      | 179                |
| Chalus                        | 63074      | Chalusiens       | 6,58             | 177 (2014)                        | 27                 |
| Charbonnier-les-Mines         | 63091      | Charbonniers     | 3,36             | 906 (2014)                        | 270                |
| Collanges                     | 63114      | Collangeois      | 4,45             | 147 (2014)                        | 33                 |
| Gignat                        | 63166      | Gignatois        | 3,49             | 244 (2014)                        | 70                 |
| Mareugheol                    | 63209      | Mareugheolois    | 7,54             | 187 (2014)                        | 25                 |
| Moriat                        | 63242      | Moriatois        | 10,81            | 367 (2014)                        | 34                 |
| Nonette-Orsonnette            | 63255      |                  | 10,65            | 563 (2016)                        | 53                 |
| Saint-Gervazy                 | 63356      | Saint-Gervaziens | 14,23            | 317 (2014)                        | 22                 |
| Vichel                        | 63456      | Vichelois        | 5,71             | 327 (2014)                        | 57                 |
| Villeneuve                    | 63458      |                  | 4,23             | 163 (2014)                        | 39                 |

### Démographie
| 1968  | 1975  | 1982  | 1990  | 1999  | 2008  | 2013  |
| ----- | ----- | ----- | ----- | ----- | ----- | ----- |
| 6 530 | 6 608 | 6 665 | 6 660 | 6 768 | 7 382 | 7 692 |

### Économie
L'intercommunalité possède trois zones d'activités : le parc d'activités des Coustilles à Saint-Germain-Lembron, le parc d'activités du Pré de Chavroche au Breuil-sur-Couze et la zone d'activités de la Pierre Blanche à Charbonnier-les-Mines.

## Administration

### Siège
Le siège de la communauté de communes est situé à Saint-Germain-Lembron.

### Les élus
La communauté de communes est gérée par un conseil communautaire composé de vingt-deux membres représentant chacune des communes membres.
Ils sont répartis comme suit :
| Nombre de délégués | Communes                                               |
| ------------------ | ------------------------------------------------------ |
| 4                  | Saint-Germain-Lembron                                  |
| 2                  | Le Breuil-sur-Couze, Charbonnier-les-Mines             |
| 1                  | Autres communes (hors fusion de Nonette et Orsonnette) |

### Présidence
En 2014, le conseil communautaire a élu son président, Pierre Ravel (maire de Nonette), et désigné ses trois vice-présidents qui sont :
1. Nicole Esbelin, adjointe au Breuil-sur-Couze ;
2. Denis Rigaud, conseiller municipal à Saint-Germain-Lembron ;
3. Pascal Berthelot, maire de Charbonnier-les-Mines.

### Compétences
L'intercommunalité exerce des compétences qui lui sont déléguées par les communes membres.
- Développement économique (obligatoire)
- Aménagement de l'espace (obligatoire)
- Production, distribution d'énergie
- Politique du logement et du cadre de vie
- Développement et aménagement social et culturel
- Sanitaire et social
- Voirie
- Logement et habitat

### Régime fiscal et budget
La communauté de communes applique la fiscalité professionnelle unique.
Pour l'exercice 2015, les taux d'imposition sont les suivants : taxe d'habitation 8,94 %, foncier bâti 0 %, foncier non bâti 3,24 %, cotisation foncière des entreprises 21,39 %.